# Loßburg
Loßburg là một xã ở huyện Freudenstadt ở bang Baden-Württemberg thuộc nước Đức. Đô thị này có diện tích 79,26 km², dân số thời điểm 31 tháng 12 năm 2006 là 6.544 người.